# Нгола Мбанді
Нгола Мбанді (*д/н — 1624) — 6-й нгола (володар) незалежної держави Ндонго в 1617—1624 роках.

## Життєпис
Син нголи Мбанді аНгола. Посів трон 1617 року. З самого початку стикнувся з амбіціями сестри Нзінґи. яка за панування батька набула чималої політичної ваги. Тому Нгола Мбанді наказав вбити сина сестри, як можливого претендента, а її саму стерилізувати. Побоюючись за своє життя Нзінґа втекла до сусідньої держави Матамба.
Нгола Мбанді намагався дотримуватися мирних стосунків з Португалією і Конго, дозволивши прибуття католицьких місіонерів. 1621 року повернув сестру, яку призначив посланцем до Жоао Корреї де Соуза, португальського губернатора Луанди. В результаті 1622 року вдалося укласти угоду, за якою дос калду Ндонго поверталися раніше загарбані португальцями землі, а сама держава визнавалася незалежною. Натомість Нгола Мбанді дозволив безперешкодно пересуватися португальським торгівцям своїми володіннями.
Невдовзі почалася війна з племенем імбангали, загони яких завдали поразки армії Ндоно. Нгола Мбанді разом із двором втік зі своєї столиці — Кабаси. Цим скористалися португальці, які анулювали угоду 1622 року, знову почавши вдиратися до Ндонго. 1624 року Нгола Мбанді помер, можливо, від отруєння власною сестрою (за іншою версією він вчинив самогубство). Трон перейшов до Нзінґи Мбанді.